# دژ سپید
دژ سپید در شاهنامه دژ سرحدی ایران بر مرز ایران و توران بود که سهراب در لشکرکشی خود به ایران نخست بدانجا رسید و پس از جنگ با هژیر و گردآفرید آنجا را ویران کرد. اینگونه برمی‌آید که دژ سپید در دست خاندان گژدهم بوده‌است. بر پایه برخی نسخه‌های خطی شاهنامه گژدهم دژبان این دژ بوده و به نظر می‌رسد که او از زمان نوذر دژبان آنجا بوده‌است.

## رسیدن سهراب به دژ سپید
سهراب در آغاز حمله به ایران نخست به این دژ می‌رسد که هژیر از آن پاسبانی می‌کرد. هژیر از دژ بیرون می‌آید تا با سهراب به تنهایی بجنگد، ولی شکست می‌خورد و سهراب به او امان داده و از کشتن او می‌گذرد. بانو گردآفرید، لباس رزم پوشیده از دژ بیرون می‌آید تا با سهراب سواره نبرد کند، ولی او نیز شکست می‌خورد، اما با نیرنگ از سهراب امان خواسته و او را تا در دژ آورده خود وارد دژ شده و سهراب پشت درمی‌ماند. شب هنگام سکنه دژ از راه مخفی، گریخته و پگاه روز بعد سهراب دروازه دژ را گشوده، آنجا را خالی می‌یابد.
باری دیگر، پس از کشته شدن سیاوش به دست افراسیاب، گیو از سوی پدرش گودرز دستور می‌یابد تا به کشور توران رفته و کیخسرو را یافته به ایران برگرداند تا بر تخت شاهی بنشانند. گیو پس از سال‌ها جستجو کیخسرو و مادرش فرنگیس را یافته و پس از گذر از رود مرزی، بر طبق یک روایت، به دژ سپید می‌رسند، که گستهم، پسر گژدهم آن زمان گویا کوتوال دژ سپید بوده‌است.
| دژی بود کش خواندندی سپید       |  | بر آن دژ بد ایرانیان را امید      |
| نگهبان دژ زرم دیده هجیر        |  | که با زور و دل بود و با دار و گیر |
| چو سهراب جنگاور نزدیکی دژ رسید |  | هجیر دلاور سپه را بدید            |
| نشست از بر باد پایان چو گرد    |  | ز دژ رفت پویان به دشت نبرد        |
| چو سهراب جنگاور او را بدید     |  | برآشفت و شمشیر کین برکشید         |